# Szarvas Gábor (nyelvész)

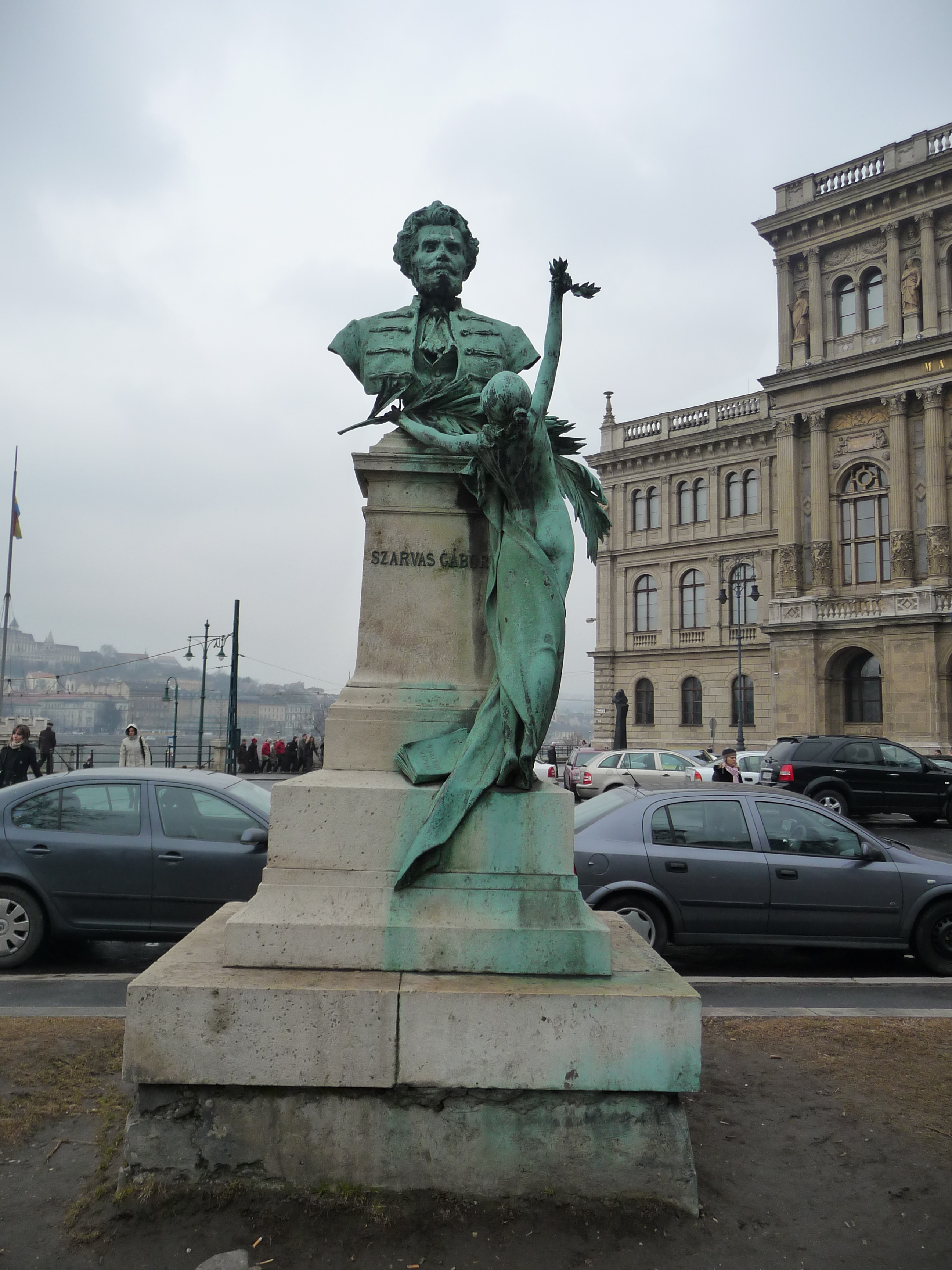
Jankovits Gyula (1899): Szarvas Gábor szobra (Budapest V., Széchenyi István tér)

Szarvas Gábor (Ada, 1832. március 22. – Budapest, 1895. október 12.) nyelvész, királyi tanácsos, főgimnáziumi tanár, a Magyar Tudományos Akadémia levelező (1871), majd rendes (1884) tagja, a magyar nyelvművelés megteremtője.

## Élete
Szarvas Gábor apja „szűkös módú” kovácsmester volt, anyja a bajai származású Jámbor Anna. A kilenc fiútestvér közül Szarvas Gábor a legidősebb, testvérei közül öten korán meghaltak. Hétéves korában Bajára költöztek, a ferences rendi gimnáziumban 1842 és 1848 között végezte a hat osztályt, mindig jeles eredménnyel. Itt tett szert alapos latin tudásra, ami majd meghatározza későbbi pályáját. E mellett énekhangjával is kitűnt, ekkor szerette meg az éneklést, később mint professzor szívesen énekelt az egri székesegyház kórusában. A hatosztályos gimnáziumot befejezve, 1848-ban, a szabadságharc idején nemzetőrnek jelentkezett, de fiatal kora miatt nem vették be. Szülei papi pályára szánták, és a gimnáziumi igazgatója ajánlására fel is vették a pannonhalmi bencésekhez. Önéletrajzában úgy emlékszik vissza erre az eseményre, hogy bosszúból lett bencés, „mert hallottam, hogy ott a kanál is cukorból van s ebéd végével ezt is megeszik. Ez nagyon tetszett nekem. Azonban egész ottlétem alatt, négy évig, hiába lestem a cukorkanalat.” 1852-ben, az érettségi vizsga után otthagyta a rendet, és 1853 júliusáig nevelő volt Sey György pécsi ügyvédnél. Orvos akart lenni, de barátai rábeszélésére jurátusnak ment. Öt szemeszter után betegsége miatt abba kellett hagynia tanulmányait.
Szarvas Gábor 1858-tól tanított Egerben, ahol együtt tanárkodott Szvorényi Józseffel, aki irodalomtörténettel és nyelvészettel is foglalkozott (Magyar Nyelvtan. 1861). 1860-tól Baján, 1861-1869 között Pozsonyban folytatta pedagógusi pályáját, ahol a könyvtár gondozásával is megbízták. „Csak midőn Pozsonyba kerültem s az ottani könyvtár átvételét és további gondozását reám bízták, csak akkor ijedtem vissza magamtól, csak akkor láttam át, hogy tudatlanságom akkora volt, hogy a bajai piac közepén bátran felállíthatták volna obeliszknak.” Eközben letette a tanári vizsgát; 1869-ben kinevezték rendes tanárnak a pesti királyi katolikus gimnáziumhoz – ezt az állást 1881-ig töltötte be. 1879-ben súlyos szembaj támadta meg. Tudományos és alkotói pályáját betegsége, majd látásának elvesztése megtörte, 1881-ben nyugalomba kellett vonulnia. 1882-ben vette feleségül Herrer Paula tanárnőt, aki betegségében ápolta és munkájában támogatta. Felesége segítségével Szarvas Gábor folytathatta tudományos tevékenységét: az asszony felolvasta számára a tudományos cikkeket és lejegyezte férje gondolatait. 1893-tól Szarvas már gyakran ült magába mélyedve, azt sem kívánta, hogy felolvassanak neki. A tüdővész megviselte szervezetét, ágyban fekve mondta tollba a Nyelvőrbe szánt cikkeit, de halála előtt öt héttel a folyóirat szeptemberi számát még ő szerkesztette. 1895. október 12-én halt meg.

## Munkássága
1858-ban jelentek meg első tárcái a Hölgyfutárban, majd a Bajai Közlönyben és az Aldunai Lapokban is közölt humoros írásokat Pap Rika álnéven. Az Aldunai Lapoknak egy ideig társszerkesztője is volt.
Egri éveiben a nyelvészet még nem érdekelte igazán, sőt kezdetben azok közé tartozott, akik kifigurázták a nyelvhasonlítók fejtegetéseit, a „finnezők bolondoskodásá”-ról írt a Hölgyfutárban. Még pozsonyi tartózkodása első éveiben is elég tájékozatlan volt a magyar nyelvtudomány terén. Utóbb nem kevés öniróniával írt akkori tudatlanságáról, szittyamagyar hevületéről és a „halszagú zsíros atyafiság” iránt érzett gyűlöletéről.
Fiatalkorában drámaírással is próbálkozott, kevés sikerrel, erről később nem szívesen beszélt.
1867-ben Magyartalanságok címmel jelent meg értekezése a pozsonyi főgimnázium Értesítőjében. Nyelvészeti munkásságával országos hírnévre tett szert, ezért az Akadémia őt bízta meg a magyar nyelv kutatását és művelését szolgáló folyóirat alapításával. Ez a lap lett az 1872-ben indult Magyar Nyelvőr, mellyel megindult hazánkban a szervezett, tudományos hátterű nyelvművelés. Szarvas Gábor az új folyóirat ügyének megnyerte a magyar nyelvtudomány legtehetségesebb munkásait (Simonyi Zsigmondot, Szinnyei Józsefet, Munkácsi Bernátot stb.).
Szarvas Gábor munkásságának óriási jelentősége van a „második nyelvújítás” tudományos mozgalmának és törekvéseinek sikerre vitelében. Az „első nyelvújítás” nagy vitái, így az ortológus (orthologus)-neológus vita ekkorra ugyan lecsendesedtek, nyugvópontra jutottak. Ugyanakkor új nyelvi formák kezdtek terjedni, és a korszak politikai eseményei (a levert forradalom és szabadságharc, majd az osztrák-magyar kiegyezés) is jelentősen hatottak a magyar nyelv használatára és a nyelvről való gondolkodásra is. Ebben a környezetben kellett a Magyar Tudományos Akadémia kívánalmai, elvárásai szerint egy olyan folyóiratot működtetni, amely tudományos keretek között szolgálja a magyar nyelv ügyét. Szarvas Gáborban látták azt a személyt, aki képes egy ilyen eszmeiséggel működő periodikát megalapozni és fenntartani.
Szarvas Gábor ortológus irányultsággal indította útjára a Magyar Nyelvőr folyóiratot 1872. január 15-én. Elszántan küzdött az idegenszerűségek ellen, valamint fontos célja volt a magyar nyelvi hagyományok felkutatása és rögzítése is. Programját az első lapszám szerkesztői előszavában foglalta össze „Mit akarunk?” címmel.
A 19. század utolsó harmadának nyelvújítási vitái is a nyelv belső vagy külső forrásokból való gazdagodási és változási folyamatainak vizsgálatát érintették. Szarvas Gábor az új ortológus irányzatot képviselte, álláspontja szerint az „egész nyelvélet” az élő nyelv használatával kapcsolatos kutatásokat jelenti: a nyelvi sajátosságok vizsgálatát, a nyelvi adatgyűjtésen alapuló szintaktikai és mondattani kutatásokat, valamint a köznyelvi és írói szókincskutatásokat is. Többször hangsúlyozta az adatgyűjtésre, adatszerűségre alapuló nyelvészeti kutatás igényét és követelményét.
Kitartóan küzdött a magyartalan szóalkotások ellen, és kiváló etimológiai cikkeket írt. Állást foglalt az idegenszerű fordulatok és az erőszakos nyelvújítás ellen. Kutatásaival tisztázta a nyelvújítás határait.
Szarvas Gábor szerteágazó érdeklődését mutatja, hogy nyelvjárási témákkal is foglalkozott. Három ízben volt gyűjtőúton, 1872-ben Budenz Józseffel együtt Vas és Zala megyében a göcseji nyelvjárást tanulmányozta, 1873-ban a csángókat kereste fel, 1874-ben Szlavóniában járt. A Nyelvőr megindulásától kezdve értékes nyelvjárási adatokat is közölt, ezek azonban egyoldalúnak tekinthetők, mert csak a köznyelvitől eltérő jelenségeket mutatták be.
Szarvas Gábor nyelvtörténeti munkássága két kiemelkedő vállalkozáshoz kapcsolódik: Budenz Józseffel és Szilády Áronnal szerkesztette a Nyelvemléktár I–VIII. kötetét (a kódexek közreadója Volf György volt; Budapest, 1874–1879); másik nagy vállalkozása a Simonyi Zsigmonddal közösen szerkesztett Magyar Nyelvtörténeti Szótár volt (1890-1893).
Már a Magyar Nyelvőr 2. számában megfogalmazódott a tudományos igény, miszerint nyelvtörténeti vizsgálódás nem képzelhető el, ha nem áll rendelkezésre a nyelvemlékek szótári feldolgozása. Budenz József és Szarvas Gábor felhívására megindult a történeti magyar nyelv szókincsének összegyűjtése, de hamar kiderült, hogy ez a feladat meghaladja a szerkesztőség lehetőségeit. A kezdeményezést felkarolta a Magyar Tudományos Akadémia, és úgy határozott, hogy a készülő szótár (a szógyűjtést a nyomtatványokra is kiterjesztve) a 18. század végéig minden régi magyar irodalmi mű szóanyagának a tárháza legyen. Az anyaggyűjtés öt évig tartott (1874-1878), ezt követte a rendszerezés (1879-1880). A szerkesztés 1883-ban kezdődött, Simonyi Zsigmond és Szarvas Gábor kapta a megbízást a munka irányítására. Szarvas Gábor a szótár szerkesztése idején már nem látott, csak hallás után, felesége segítségével rendezhette az anyagot.  
Az Akadémia sürgetésére a szerkesztést 1887-ben be kellett fejezni, és a Magyar Nyelvtörténeti Szótár három kötetét 1890 és 1893 között ki is adták. A szótárt megjelenése után sokan dicsérték és védték, mások támadták hibáit, rámutattak pontatlanságaira. A szerkesztők a kötet bevezetésében szubjektív hangú, mentegetőző, felelősséget elhárító nyilatkozatot tettek.  
Ma már tárgyilagosan mérhetjük fel a szótár hiányosságait és eredményeit. Alapvetően három tényleges hibáját lehet említeni: az adatgyűjtés hiányosnak tekinthető, a gyűjtők az Utasítás félreértelmezése miatt saját elképzelésük szerint hagyták ki azokat a szavakat, amelyekről úgy vélték, hogy már előfordultak. Ezért a leggyakoribb kifejezésekre van a legkevesebb adat. Néhány gyűjtő pontatlanul dolgozott, lerövidítette vagy önkényesen átírta a források mondatait. A szerkesztést tekintve nem a legszerencsésebb választás a szóbokor szerinti elrendezés; az összetételek következetlen beosztása miatt nehézkes a szótári tájékozódás és a szócikkek használata is. A források kijelölésében is követtek el filológiai hibát, nem keresték elő a legrégebbi vagy a legjobb kiadást.
A munka számos hiányossága ellenére is a nyelvtörténeti kutatások nélkülözhetetlen segédeszköze, még ha azóta több nyelvtörténeti szótár is megjelent.

## Főbb művei
- Magyartalanságok Pozsony. 1867. A pozsonyi királyi katolikus főgimnázium 1866/67. évi értesítőjében megjelent értekezést Szarvas Gábor halála után a Magyar Nyelvőr 1895. évi novemberi számában újra megjelenteti. Magyar Nyelvőr, 24. évf. 11. sz. (1895) 501-536. o.
- A magyar igeidők Pest: Eggenberger.1872.
- A nyelvújításról Értekezések a nyelv- és széptudományok köréből (4. 10). Budapest: Magyar Tudományos Akadémia Könyvkiadó. 1875.
- A régi magyar nyelv szótára Értekezések a nyelv- és széptudományok köréből (13. 6). Budapest: Magyar Tudományos Akadémia. 1886.
- Magyar nyelvtörténeti szótár a legrégebbi nyelvemlékektől a nyelvújításig I–III. Szerk. Simonyi Zsigmond és Szarvas Gábor. Budapest: Hornyánszky. 1890-1893.

## Elismerései
- A magyar igeidők című munkáját 1869-ben az Akadémia Marczibányi-jutalomban részesítette, a munka csak 1872-ben jelent meg, gondosan átdolgozva.[9]
- Eredményes munkássága elismeréséül a Magyar Tudományos Akadémia levelező (1871), majd rendes (1884) tagjává választották.
- Érdemei elismeréséül 1890-ben királyi tanácsosi címet kapott.
- A Magyar Nyelvtörténeti Szótár kiadásáért 1892-ben elnyerte (Simonyi Zsigmonddal megosztva) a Magyar Tudományos Akadémia nagyjutalmát.
- 1892-ben a helsingforsi Finnugor Társaság külső tagjává választották.

## Emlékezete
Budapest XII. kerületében utat, Egerben, Baján utcát neveztek el róla.
Egy szobra a budapesti Széchenyi István téren, az MTA székháza előtt áll — a mellékalakos bronz mellszobor Jankovits Gyula alkotása (1899). Teljes magassága: 3,65 m. A 274 cm-es mészkő talpazathoz fiatal lány körülbelül 150 cm magas bronz aktja simul, aki babérágat nyújt Szarvas Gábor felé. A bronz mellszobor 90 cm magas. A talapzat alján a Magyar Nyelvőr egy kötete látható. A talapzat felirata: SZARVAS GÁBOR. A szoboravatáson Sajó Sándor saját versét szavalta el. A Szarvas Gábor-asztaltársaság 2000-2010 között rendszeresen megkoszorúzta a szobrot.
Egy másik szobra szülővárosát, Adát díszíti.1898. június 19-én avatták fel a közadakozásból készült bronz mellszobrot, melyet szintén Jankovits Gyula készített.
Az eseményen részt vett a Magyar Tudományos Akadémia küldöttsége is; a szobor felavatása akkoriban nagy társadalmi eseménynek számított, a jeles alkalomról a Pesti Hírlap 1898. június 21-én számolt be. Az ünnepségen jelen volt Szarvas Gábor unokaöccse is. Burtik Tibor, a szoborbizottság lelke adta elő a szobor történetét, Simonyi Zsigmond mondott emlékbeszédet, Szigetvári Iván tanár nagy lelkesedéssel és hatással szólt Szarvas Gábor barátai nevében, Tikár Béla ünnepi ódát adott elő, a szoborbizottság elnöke, Wolf József pedig átadta a szobrot Adának. A szobor hasonmása volt a budapestinek, a lányalak nélkül.
Sajnos ez a szobor eltűnt, a sorsa bizonytalan, többféleképpen írnak róla a források. Annyi bizonyos, hogy 1920-ban lebontották a szobrot, a talapzatára egy másik helyszínen I. Péter szerb király (Petar I Karađorđević) mellszobrát tették. Balassa József (1941) nyomozta ki, hogy Szarvas Gábor mellszobrát egy kútba dobták.
A Lerombolt Emlékművek weboldal helyi újságokra hivatkozva egy kalandosabb verzióról számol be. Az 1918-ban bevonuló szerb megszálló csapatok ledöntötték Szarvas Gábor mellszobrát, majd a Tisza partjára dobták. A talapzatára Péter szerb király mellszobrát emelték. Ott feküdt a szobor több héten keresztül, félig az agyagos sárban. Néhány héttel később azonban valami főpolitikai korifeus járta végig az új területeket s bejelentette érkezését Adára is. Az új községi magisztrátus szeretett volna feltűnni, és azt találták ki, hogy Szarvas Gábor szobrát kissé átalakítják, és Ada község polgársága Petár király szobra körül fogadja majd a magas látogatót. „Felhozták a Tisza partjáról a szobrot, a 'helybeli ezermester' kissé megstuccolta Szarvas Gábor szép, gyűrűs haját, átfestette az egészet csillogó aranyporral s a talapzatra bevéste: 'Petár király'.”
Az 1970-es években pályázatot írtak ki egy újabb szoborra. Almási Gábor vajdasági szobrászművész alkotását 1972-ben Bárczi Géza avatta fel Adán. A régi tehát eltűnt, az új adai szobor 1972-től ismét közterületen található, a város központjában. 1970-től folyamatosan megrendezik Adán a Szarvas Gábor nyelvművelő napokat, s ennek kapcsán mindig megkoszorúzzák a szobrot, s minden alkalommal (magyar és szerb nyelvű) köszöntők és beszédek is elhangoznak.
A Szarvas Gábor Nyelvművelő Egyesület 1993-ban alakult meg Adán.